# Jasnější než tisíc sluncí
Jasnější než tisíc sluncí ((německy) Heller als tausend Sonnen) je dokumentární kniha o osudech atomových vědců z roku 1956, jejímž autorem je Robert Jungk.

## Překlad do češtiny
Z německého originálu Heller als tausend Sonnen vydaného nakladatelstvím Alfred Scherz Verlag Bern und Stuttgart do českého jazyka přeložil Dušan Pokorný. Kniha vyšla česky ve dvou vydáních (1963 a 1965, nakladatelství Mladá Fronta, edice Kolumbus).

## Děj
V poklidném německém universitním městě Göttingen se kříží osudy mnoha pozdějších vědců, strůjců šílených vynálezů a laureátů Nobelových cen. Psala se 20. léta 20. století. Příběh zachycuje pozdější slavné fyziky a vypráví jejich strastiplnou cestu svou profesí.
V roce 1932 objevuje James Chadwick neutron – klíč k rozštěpení atomu. Fritz Houtermans se na přednášce v Berlíně zmínil, že by tato částice mohla později uvolnit obrovské množství energie dřímající v atomu, ale v té době tato poznámka prošla bez povšimnutí. O tři roky později předvídal Fréderick Joliot-Curie budoucí vývoj už přesněji. Když se svou ženou Irenou přijímal ve Stockholmu Nobelovu cenu za objevení umělé radioaktivity, řekl: „Smíme právem myslet na možnost, že vědci, kteří dovedou podle libosti prvky sestavovat a rozbíjet, uskuteční i jaderné přeměny výbušné povahy…“
Když přišel k moci Hitler, skončila i poklidná doba v Göttingenu. Mladí fyzikové uzavírali různé spolky. Kupříkladu spolek nacistů začal napadat komunistický spolek a studenty židovského původu. Ti museli utéct do jiných zemí. Azyl se jim snažil poskytnout Niels Bohr, který trávil čas v Kodani. Odtud vědci utíkali do Anglie a do USA. Důvěra mezi nimi se rozpadla.
V této době se už začalo mluvit o sestrojení atomové bomby. Při německém vpádu měla Francie největší zásobu kysličníku uranu na světě a zároveň veškerou těžkou vodu v Evropě. Hans von Halban a Lew Kowarski dostali za úkol dopravit tyto zásoby do Anglie. Naštěstí se jim to povedlo. V USA zatím vědci museli přesvědčit vládu, aby podporovala atomový výzkum. 
V roce 1942 se přípravy rozjely naplno. V lokalitách Oak Ridge, Hanford a pouštním městě Los Alamos, značně odlehlých z důvodu utajení i možného ohrožení obyvatelstva, se začaly horečně stavět laboratoře a továrny. Projekt Manhattan zaměstnával 150 000 lidí, ale jen dvanáct lidí z tohoto počtu vědělo, na čem přesně pracuje. Fyzik Feynman po dlouhém úsilí prosadíl, aby směl alespoň malé části z nich sdělit malou část toho, na čem pracují; tím se jejich výkon znatelně zvýšil. Celý manhattanský projekt řídil Robert Oppenheimer a spravoval ho generál Leslie Groves. Všichni byli přesvědčeni, že Němci jsou v atomovém výzkumu daleko před nimi, a tak bylo jejich úsilí o to větší. Vědci pracující na bombě byli pod dozorem. Tajná služba se na ně snažila vyšťourat kde co a hledala politicky nespolehlivé lidi. Robert Oppenheimer se kdysi zapletl s komunisty, což způsobilo jeho pozdější problémy. Jeho žena byla vášnivá komunistka a její přátelé Oppenheimera přesvědčovali, aby se stal prostředníkem kontaktů se SSSR. Oppenheimer nikdy nabídku nepřijal, ale americká rozvědka to věděla. Chtěla ho odvolat z projektu, ale generál Groves řekl, že je Oppenheimer zatím nepostradatelný. Tím se úsilí protišpionáže zesílilo. Koncem srpna 1943 přijel za Oppenheimerem plukovník zpravodajské služby Boris Pash. Vedli dlouhý rozhovor, ale výsledkem nebylo nic víc než trvající podezření.
Americká vláda postavila speciální jednotku vojáků nazvanou Alsos, kteří měli shromažďovat informace o německém atomovém výzkumu. 15. 11. 1944 kapituloval Štrasburk, vojska generála Pattona vpochodovala do města a s prvními jednotkami přišel opět plukovník Pash. Jeho zvláštní oddělení obsadilo fyzikální ústav lékařské fakulty a zajalo čtyři německé fyziky. Když prohledávali různé spisy, objevili celou spoustu dokumentů o německém atomovém bádání, které se ani trochu nehnulo z místa. Vláda se to ale rozhodla utajit, aby měl manhattanský projekt stále velkou motivaci.

Když Německo kapitulovalo, začali se fyzikové bránit, že už nemají důvod takovou zbraň tvořit. Vše bylo ostře zamítnuto, protože vláda už vypracovala plán k útoku na Japonsko. 15. července 1945 učinili Američané první jadernou zkoušku. 24. července, dva dny před postupimským prohlášením, vyzývajícím Japonsko ke kapitulaci, byl už rozkaz k útoku na Japonsko vydán. 11. srpna 1945 nabídla japonská vláda bezprostřední kapitulaci. Teď už rozvědce nestálo v cestě nic, co by znemožnilo ukojit její žízeň po Robertu Oppenheimerovi. Nepomohlo ani ohlášení jeho odchodu z ředitelského místa.
Většina fyziků se zasazovala o to, aby vláda přestala s výrobou atomových bomb. Ta k tomu ale nepřihlížela. Koncem srpna 1949 učinila jedna z létajících laboratoří amerického vojenského letectva znepokojivý objev. SSSR učinil svůj první jaderný test. Všichni byli zaskočeni, domnívali se, že je SSSR ještě mnoho let pozadu. Toto byl jistě veliký podnět k výrobě vodíkové bomby. O její vyrobení se nejvíce zasazoval fyzik Edward Teller. Americká vláda začala na výzkum termonukleární bomby uvolňovat obrovské finance a výzkum v Los Alamos se zase rozjel naplno. SSSR ale vyrobil vodíkovou bombu, teoreticky schopnou leteckého nasazení, první. V USA si nikdo takovou situaci nedokázal ani představit.
V únoru roku 1950 pluli japonští rybáři 100 km od místa výbuchu vodíkové bomby, když na ně najednou začal padat sníh. Později zjistili, že sníh byl ve skutečnosti radioaktivní prach, to už ale byli v nemocnici, kde dlouho a bolestivě umírali. Vědci zjistili, že je v ovzduší již kritické množství stroncia, které způsobuje rakovinu. Sepsali tedy petici, kterou předali vládě. Začala vznikat různá sdružení, která prosazovala mírové využití atomové energie.